# Stilte (Merikanto)
Stilte is een compositie van Aarre Merikanto. Het is een toonzetting voor mannenkoor a capella van het gedicht Hiljaisuus (stilte) van Otto Manninen uit diens bundel Virrantyven (Krachtige rust) uit 1925.  Mainninen geeft aan dat stilte hem redt, als hij zich verlaten en verraden voelt:
Stilte is mijn liefde
Verlangen mijn wens
Schemering mijn deernis
Stille nacht mijn vriend.
Stilte verscheen samen met Merikanto’s Concert voor negen muziekinstrumenten en Nonet in 1988 op één compact disc. Dit droevige lied staat qua stijl recht tegenover die instrumentale werken. Rust en neoclassicisme overheersen. De stemvoering is 2x tenor, 2x bariton.
In 1982 componeerde Kalevi Aho zijn Hiljaisuus op basis van hetzelfde gedicht.